# EVA (2011)
EVA is een Spaanse film uit 2011, geregisseerd door Kike Maíllo.

## Verhaal
In 2041 keert Alex, een cybernetische ingenieur, na tien jaar terug naar zijn thuisstad Santa Irene met een zeer speciale opdracht van de Robotic Faculty: het maken van een robotkind. Tijdens zijn afwezigheid is het leven doorgegaan, en is zijn ex-vriendin Lana inmiddels getrouwd met zijn broer David. Alex' leven verandert volledig, wanneer hij Eva ontmoet, de dochter van Lana en David.

## Rolverdeling
| Acteur         | Personage |
| -------------- | --------- |
| Daniel Brühl   | Álex      |
| Marta Etura    | Lana      |
| Lluís Homar    | Max       |
| Alberto Ammann | David     |
| Claudia Vega   | Eva       |
| Anne Canovas   | Julia     |

## Ontvangst

### Recensies
Op Rotten Tomatoes geeft 43% van de 7 recensenten de film een positieve recensie, met een gemiddelde score van 5,83/10. Metacritic komt tot een score van 57/100, gebaseerd op 5 recensies.

### Prijzen en nominaties
De film won 15 prijzen en werd voor 28 andere genomineerd. Een selectie:
| Jaar | Prijs                       | Categorie                  | Genomineerde                                              | Resultaat   |
| ---- | --------------------------- | -------------------------- | --------------------------------------------------------- | ----------- |
| 2012 | Premios Goya (26ste editie) | Beste acteur               | Daniel Brühl                                              | Genomineerd |
| 2012 | Premios Goya (26ste editie) | Beste mannelijke bijrol    | Lluís Homar                                               | Gewonnen    |
| 2012 | Premios Goya (26ste editie) | Beste origineel scenario   | Martí Roca, Sergi Belbel, Cristina Clemente, Aintza Serra | Genomineerd |
| 2012 | Premios Goya (26ste editie) | Beste debuterend regisseur | Kike Maíllo                                               | Gewonnen    |
| 2012 | Premios Goya (26ste editie) | Beste camerawerk           | Arnau Valls Colomer                                       | Genomineerd |
| 2012 | Premios Goya (26ste editie) | Beste montage              | Elena Ruiz                                                | Genomineerd |
| 2012 | Premios Goya (26ste editie) | Beste artdirector          | Laia Colet                                                | Genomineerd |
| 2012 | Premios Goya (26ste editie) | Beste productiemanager     | Toni Carrizosa                                            | Genomineerd |
| 2012 | Premios Goya (26ste editie) | Beste geluid               | Jordi Rossinyol, Oriol Tarragó, Marc Orts                 | Genomineerd |
| 2012 | Premios Goya (26ste editie) | Beste speciale effecten    | Arturo Balseiro, Lluís Castells                           | Gewonnen    |
| 2012 | Premios Goya (26ste editie) | Beste grime en haarstijl   | Concha Rodríguez, Jesús Martos                            | Genomineerd |
| 2012 | Premios Goya (26ste editie) | Beste filmmuziek           | Evgueni Galperine, Sacha Galperine                        | Genomineerd |